# Rafinha (Fußballspieler, 1985)
Rafinha (* 7. September 1985 in Londrina; bürgerlich Márcio Rafael Ferreira de Souza) ist ein ehemaliger brasilianischer Fußballspieler, der seit 2015 auch die deutsche Staatsangehörigkeit besitzt. Er wechselte 2005 von Brasilien nach Deutschland zum FC Schalke 04. Nachdem er in der Saison 2010/11 in der italienischen Serie A für den CFC Genua aufgelaufen war, wechselte er 2011 zurück in die Bundesliga zum FC Bayern München, bei dem er acht Saisons spielte und dabei u. a. sieben Mal die deutsche Meisterschaft, vier Mal den DFB-Pokal und 2013 die Champions League gewann.

## Vereine

### Jugendvereine und erster Profiverein
Rafinhas Fußballerkarriere begann 1992, als er siebenjährig von einem Club für Hallenfußball in Londrina zu einem Probetraining eingeladen wurde. Mit 12 Jahren gelangte er zum Paraná Soccer Technical Center, einem in Londrina ansässigen 1994 gegründeten Fußballclub, der 12- bis 17-Jährige auf den Profifußball vorbereitet und 2001, 16-jährig, zum Londrina EC. 2002 realisierte er seinen Traum und wechselte – mit Unterstützung und Förderung seines Trainers, Antonio Lopez, der sein Talent erkannte – zum Erstligisten Coritiba FC.

### FC Schalke 04
Zur Saison 2005/06 wechselte er nach Deutschland zum Erstligisten FC Schalke 04, für den er am 27. August 2005 (3. Spieltag) beim 1:1-Unentschieden im Heimspiel gegen Borussia Mönchengladbach mit Einwechslung für Hamit Altıntop in der 81. Minute sein Bundesligadebüt gab. Sein erstes Bundesligator gelang ihm in der Folgesaison, am 24. November 2006 (14. Spieltag) beim 2:1-Sieg im Heimspiel gegen den VfL Bochum mit dem Treffer zum zwischenzeitlichen 1:0 in der 19. Minute.

### CFC Genua
Nach fünf Spielzeiten für den FC Schalke 04, zuletzt wurde er von Felix Magath trainiert, wechselte der rechte Verteidiger zur Saison 2010/11 zum italienischen Erstligisten CFC Genua, für den er 34 von 38 Ligaspielen bestritt; erstmals am 28. August 2010 (1. Spieltag) beim 1:0-Sieg im Auswärtsspiel gegen Udinese Calcio. Sein erstes von zwei Toren entschied am 16. Februar 2011 (17. Spieltag) im Auswärtsspiel gegen den Lokalrivalen Sampdoria Genua die Begegnung.
Da der CFC Genua von der Ablösesumme in Höhe von sieben Millionen Euro zunächst nur 3,25 Millionen Euro an Schalke zahlte, wurde seitens des Bundesligisten die FIFA eingeschaltet. Bis Januar 2015 zeigten eine Intervention der FIFA, ein Urteil des Internationalen Sportgerichtshofes CAS und die Drohung, dem Verein Punkte abzuziehen, keine Wirkung. Am 19. Januar 2015 wurde bekannt, dass Genua die ausstehende Summe einschließlich Zinsen, zusammen fast fünf Millionen Euro, komplett bezahlt habe.

### FC Bayern München

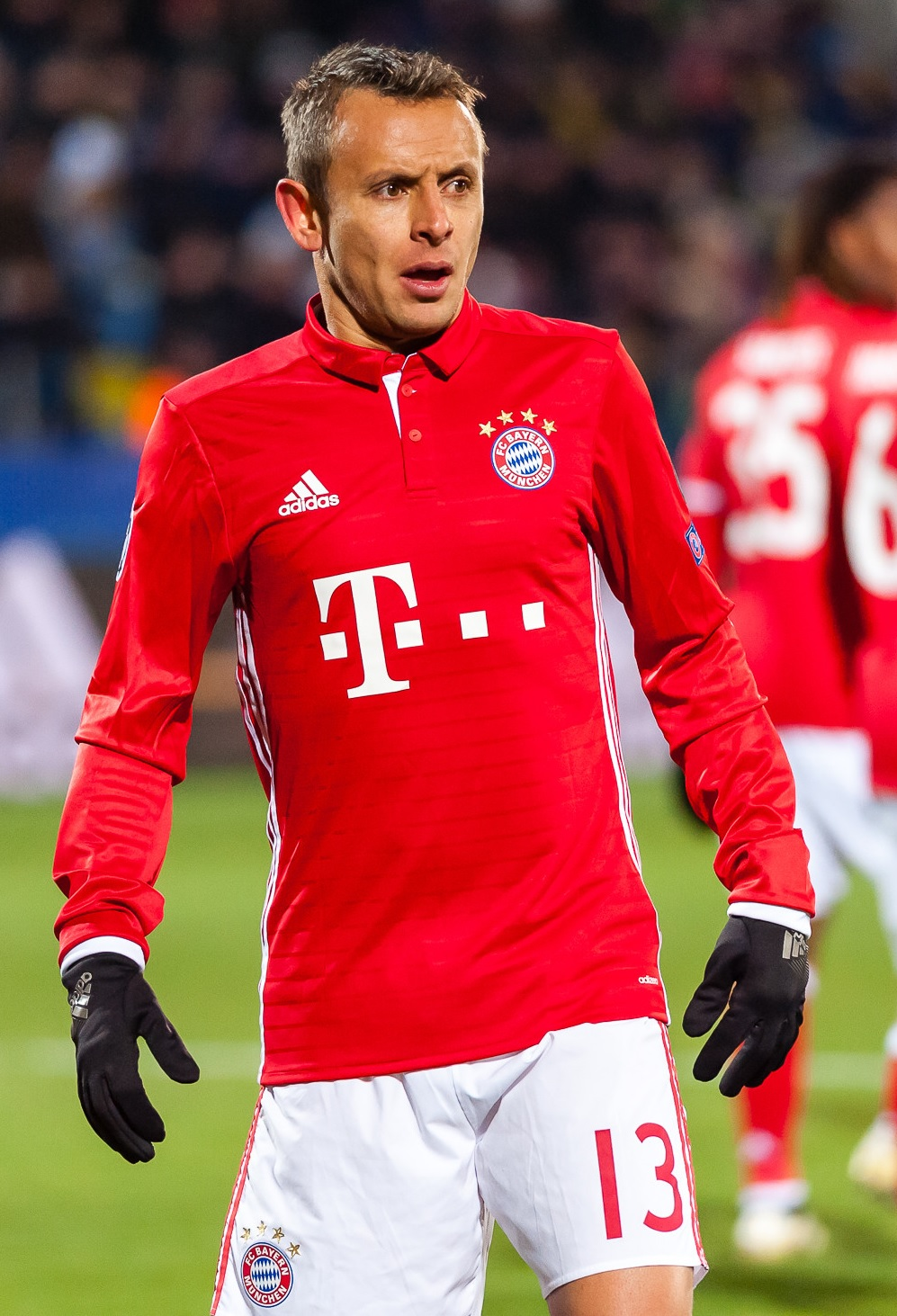
Im Training beim FC Bayern München (2016)

Nach nur einer Spielzeit in Italien kehrte Rafinha nach Deutschland zurück; der FC Bayern München verpflichtete ihn zur Saison 2011/12 und stattete ihn mit einem bis 30. Juni 2014 gültigen Vertrag aus. In seiner Premierensaison für die Münchner bestritt er 24 von 34 Ligaspielen, erstmals am 7. August 2011 bei der 0:1-Niederlage zum Saisonauftakt im Heimspiel gegen Borussia Mönchengladbach. Sein erstes Bundesligator für die Münchner erzielte er am 20. Oktober 2012 beim 5:0-Auswärtssieg gegen Fortuna Düsseldorf mit dem Treffer zum Endstand in der 87. Minute – fünf Minuten nach seiner Einwechslung für Bastian Schweinsteiger. In seiner zweiten Saison für die Münchner trug er auch zum ersten Dreifachtriumph einer deutschen Vereinsmannschaft bei.
Entgegen manchen Expertenmeinungen konnte sich Rafinha – begünstigt durch die Versetzung Philipp Lahms ins zentrale defensive Mittelfeld – unter dem neuen Trainer Pep Guardiola in der Hinrunde 2013/14 als Stammspieler durchsetzen. Am 19. Dezember 2013 verkündete der FC Bayern München die Verlängerung des auslaufenden Vertrages um weitere drei Jahre bis 2017. In seiner dritten Saison gewann Rafinha das Double. 2015 konnte erneut die deutsche Meisterschaft verteidigt werden. Am 7. November 2015 bestritt er sein 100. Bundesligaspiel für die Münchner. Er ist damit der vierte Brasilianer, der diese Marke für den FC Bayern erreichte. Am 7. Mai 2016 wurde er zum vierten Mal in Folge deutscher Meister. 2017 wurde die deutsche Meisterschaft zum fünften und 2018 zum sechsten Mal in Folge gewonnen. Am 15. September 2018 zog sich Rafinha im Bundesligaspiel gegen Bayer 04 Leverkusen einen Teilriss des Innenbandes am linken Sprunggelenk zu. Nach der Saison 2018/19 lief sein Vertrag aus und er verließ den FC Bayern mit dem Double aus Deutscher Meisterschaft und Pokalsieg.

### Flamengo Rio de Janeiro
Zum 1. Juli 2019 kehrte Rafinha in seine Heimat zurück und schloss sich dem Erstligisten CR Flamengo aus Rio de Janeiro an, bei dem er einen Vertrag mit einer Laufzeit bis zum 31. Dezember 2021 erhielt. Seinen ersten Pflichtspieleinsatz für FLA bestritt Rafinha am 14. Juli 2019. In der Série A traf sein Klub zuhause, am zehnten Spieltag der Série A 2019 auf den Goiás EC. Bei dem 6:1-Erfolg stand er in der Startelf und wurde in der 59. Minute beim Stand von 5:1 für Rodinei ausgewechselt. Mit dem Klub gewann er am 23. November 2019 die Copa Libertadores. Einen Tag später fiel in der Série A 2019 die Vorentscheidung zu Gunsten von Flamengo und Rafinha konnte auch diesen Titel feiern.

### Olympiakos Piräus
Im August 2020 unterschrieb Rafinha einen Zweijahresvertrag bis 30. Juni 2022. Am 2. Spieltag debütierte er beim 3:0-Sieg gegen Asteras Tripolis und bereitete dabei das zwischenzeitliche 1:0 vor. Sein Engagement in Griechenland endete mit der Vertragsauflösung Anfang Februar 2021.

### Rückkehr nach Brasilien
Ende März 2021 gab Grêmio FBPA aus Porto Alegre die Verpflichtung von Rafinha bekannt. In der Staatsmeisterschaft von Rio Grande do Sul trug er sieben Einsätze zum Titelgewinn bei. In der folgenden Spielzeit der Série A kam Rafinha 30-mal zum Einsatz und stieg mit seiner Mannschaft in die Série B ab. Daraufhin verließ er den Verein.

### FC São Paulo
Zur Saison 2022 wechselte der 36-Jährige zum FC São Paulo, bei dem er einen Einjahresvertrag mit der Option auf eine weitere Spielzeit erhielt. Mit dem Klub gewann er am 24. September 2023 die Copa do Brasil 2023. Rafinha verlängerte im Anschluss seinen Vertrag erneut um ein Jahr und gewann in der folgenden Saison den Supercopa do Brasil 2024.

### Rückkehr zu Coritiba FC
Im Januar 2025 kehrte Rafinha ablösefrei zu Coritiba zurück, bei dem er 20 Jahre zuvor sein Profidebüt gegeben hatte. Im März 2025 wurde sein Vertrag durch den Klub gekündigt. Nach Angaben des Klubs, bat Rafinha um die Freistellung für eine Reise nach Deutschland, um dort an einer Anhörung teilzunehmen. Tatsächlich nahm er aber an einem Freundschaftsspiel der FC Bayern Legenden teil.
Nach eine vereinslosen Zeit gab er am 22. Juli 2025 sein Karriereende bekannt.

### Nationalmannschaft

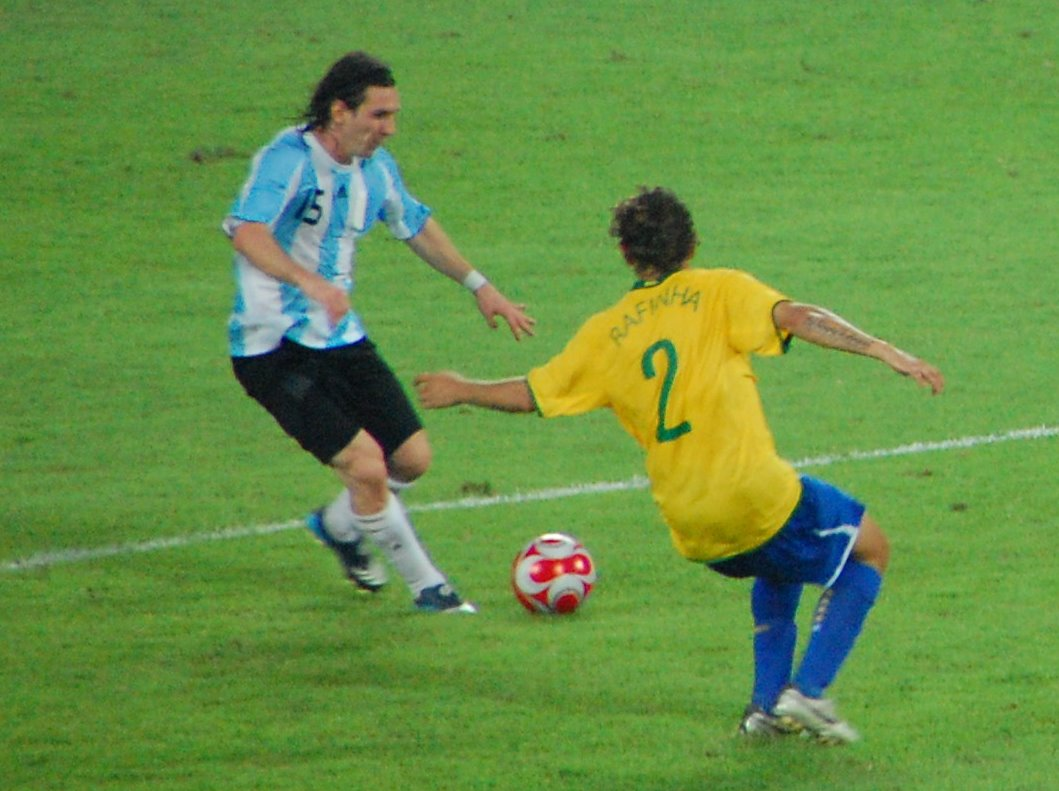
Rafinha als Nationalspieler, im Duell mit Lionel Messi (2008)

2002, erst 17 Jahre alt, stieß er zur U-20-Auswahlmannschaft Brasiliens und gehörte ihr bis 2005 an. Mit ihr nahm er vom 10. Juni bis 2. Juli 2005 an der Weltmeisterschaft in den Niederlanden teil, bestritt sieben Spiele und erzielte zwei Tore. Mit seinen beiden Toren, dem 1:0-Siegtreffer gegen die Auswahl Syriens im Achtelfinale und dem 2:1-Siegtreffer im Viertelfinale gegen die Auswahl Deutschlands, brachte er seine Mannschaft ins Halbfinale, das allerdings mit 1:2 gegen den Erzrivalen Argentinien (mit Lionel Messi; zugleich Torschütze) verloren wurde. Das Turnier beendete er mit seiner Mannschaft als Drittplatzierter, nachdem die Auswahl Marokkos am 2. Juli 2005 mit 2:1 in der Nachspielzeit bezwungen werden konnte.
Im Februar 2008 wurde er erstmals zur A-Nationalmannschaft eingeladen und gehörte dem Kader für das Test-Länderspiel am 6. Februar 2008 gegen die gastgebende Auswahl Irlands an, blieb jedoch ohne Einsatz. Am 26. März 2008 debütierte er in London beim 1:0-Sieg der Seleção über die Auswahl Schwedens, als er für Dani Alves in der 73. Minute eingewechselt wurde.
Rafinha war ebenfalls Teilnehmer am olympischen Fußballturnier 2008 in Peking, bestritt sechs Spiele, einschließlich des Spiels um Bronze, das von Brasilien mit 3:0 gegen die Auswahl Belgiens gewonnen wurde. Seine Nominierung durch Nationaltrainer Carlos Dunga am 8. Juli 2008 kam den brasilianischen Verband teuer zu stehen, da Rafinha ohne die Erlaubnis seines Vereins angereist war und gegen den Verband eine Geldstrafe in sechsstelliger Höhe verhängt wurde. Nach Aussage Rafinhas kam der Verband für die Geldstrafe auf. Am 11. Februar 2014 von Luiz Felipe Scolari wieder in die Seleçao berufen, kam er am 5. März 2014, fast sechs Jahre seit seinem letzten Länderspiel, beim 5:0-Sieg gegen die Auswahl Südafrikas im Soccer City zu Johannesburg zu seinem zweiten Länderspiel. Am 17. September 2015 wurde Rafinha für die Qualifikationsspiele zur Weltmeisterschaft 2018 gegen Chile am 8. Oktober 2015 und am 13. Oktober 2015 gegen Venezuela erstmals wieder für die Seleção nominiert. Im September 2015 bat er jedoch den brasilianischen Verband, in Zukunft nicht mehr nominiert zu werden. Obwohl Rafinha im Dezember 2015 die deutsche Staatsangehörigkeit annahm und noch kein Pflichtspiel für die A-Nationalmannschaft Brasiliens absolvierte, ist ein Verbandswechsel zum DFB nicht möglich. Grund dafür ist, dass Rafinha im Jahr 2005 bei der U-20-WM Pflichtspiele für die brasilianische U-20 absolvierte. Ein Verbandswechsel ist allerdings nur gestattet, wenn der Spieler zum Zeitpunkt des Einsatzes in einem Pflichtspiel für den alten Verband die zweite Staatsangehörigkeit bereits besessen hat. 20 Monate später wurde er vom neuen Trainer Tite erstmals wieder für die brasilianische Nationalmannschaft nominiert; gegen Argentinien gab er am 9. Juni 2017 dann sein Comeback bei der Selecão.

## Erfolge
Nationalmannschaft
- Olympische Bronzemedaille 2008
- Dritter der U-20-Weltmeisterschaft 2005

Bayern München
- FIFA-Klub-Weltmeister 2013
- UEFA-Champions-League-Sieger: 2013
- UEFA-Super-Cup-Sieger 2013
- Deutscher Meister (7): 2013, 2014, 2015, 2016, 2017, 2018, 2019
- DFB-Pokal-Sieger (4): 2013, 2014, 2016, 2019
- Deutscher Supercup-Sieger (4): 2012, 2016, 2017, 2018

Coritiba FC
- Staatsmeister von Paraná: 2003, 2004

Flamengo
- Copa Libertadores: 2019
- Brasilianischer Meister: 2019
- Supercopa do Brasil: 2020
- Taça Guanabara: 2020
- Recopa Sudamericana: 2020
- Staatsmeisterschaft von Rio de Janeiro: 2020

Grêmio
- Staatsmeisterschaft von Rio Grande do Sul: 2021

FC São Paulo
- Copa do Brasil: 2023
- Supercopa do Brasil: 2024

## Auszeichnungen
- Ehrenbürger seiner Geburtsstadt Londrina (Brasilien) seit 2013[17]
- Prêmio Craque do Brasileirão Auswahlmannschaft: 2019[18]
- Bola de Prata: 2019[19]

## Sonstiges
Rafinha hat zwei Töchter. Im Dezember 2015 erhielt er die deutsche Staatsangehörigkeit per Einbürgerung. Da ein Verlust der brasilianischen Staatsbürgerschaft nicht möglich ist, musste Rafinha diese im Zuge der Einbürgerung gemäß § 12 Abs. 1 Nr. 1 StAG nicht aufgeben.